# 다쇼구즈주

다쇼구즈주

다쇼구즈주(투르크멘어: Daşoguz welaýaty)는 투르크메니스탄 북부에 위치한 주로, 주도는 다쇼구즈이며 면적은 73,430km2, 인구는 1,370,400명(2005년 기준)이다. 우즈베키스탄과 국경을 접하며 유네스코가 선정한 세계유산인 코네우르겐치가 있는 주이기도 하다.